# Ralph Kilner Brown
Sir Ralph Kilner Brown (* 28. August 1909 in Kalkutta; † 15. Juni 2003) war ein britischer Hürdenläufer.
1933 gewann er für England startend bei den Internationalen Universitätsspielen Silber über 400 m Hürden mit seiner persönlichen Bestzeit von 54,8 s und 1934 bei den British Empire Games in London Bronze über 440 Yards Hürden in 56,0 s.
1934 wurde er Englischer Meister über 440 Yards Hürden. Wegen einer Verletzung musste er auf einen Start bei den Olympischen Spielen 1936 verzichten, bei denen sein Bruder Godfrey Gold in der 4-mal-400-Meter-Staffel und seine Schwester Audrey Silber in der 4-mal-100-Meter-Staffel gewann.
Ralph Kilner Brown war Richter am High Court of Justice und kandidierte mehrmals erfolglos für die Liberal Party bei den britischen Unterhauswahlen.

## Veröffentlichungen
- Top Brass and No Brass: The Inside Story of the Alliance of Britain and America. Book Guild, 1991, ISBN 0-86332-603-X